# Château de Reignac (Indre-et-Loire)
Pour les articles homonymes, voir Château de Reignac.
Le château de Reignac est un château du val de Loire situé à Reignac-sur-Indre en Indre-et-Loire.
Il est bâti sur les vestiges d'une ancienne forteresse du XVe siècle, comme en témoignent ses deux tours cylindriques. Il a été ensuite profondément modernisé au début du XVIIIe siècle.
De nos jours, le château est aménagé en hôtel de luxe.